# Nova Zelândia nos Jogos Olímpicos de Inverno de 2006
A Nova Zelândia mandou 17 competidores para os Jogos Olímpicos de Inverno de 2006, em Turim, na Itália. A delegação não conquistou nenhuma medalha.

## Desempenho

### Bobsleigh
| Atleta                                               | Evento            | Final      | Final      | Final      | Final       | Final       | Final |
| Atleta                                               | Evento            | 1ª corrida | 2ª corrida | 3ª corrida | 4ª corrida  | Total       | Pos.  |
| ---------------------------------------------------- | ----------------- | ---------- | ---------- | ---------- | ----------- | ----------- | ----- |
| Mathew Dallow Alan Henderson                         | Duplas masculinas | 56.61      | 56.79      | 57.46      | Não avançou | Não avançou | 23    |
| Mathew Dallow Alan Henderson Aaron Orangi Angus Ross | Duplas masculinas | DNS        | DNS        | DNS        | DNS         | DNS         | DNS   |

### Curling
| Equipe                                                             | Evento    | Preliminar                | Preliminar | Semifinal         | Final             | Pos.        |
| Equipe                                                             | Evento    | Adversário Placar         | Pos.       | Adversário Placar | Adversário Placar | Pos.        |
| ------------------------------------------------------------------ | --------- | ------------------------- | ---------- | ----------------- | ----------------- | ----------- |
| Sean Becker Hans Frauenlob Dan Mustapic Lorne Depape Warren Dobson | Masculino | SWE Suécia D 3-6          | 10         | Não avançou       | Não avançou       | Não avançou |
| Sean Becker Hans Frauenlob Dan Mustapic Lorne Depape Warren Dobson | Masculino | GBR Grã-Bretanha V 5-4    | 10         | Não avançou       | Não avançou       | Não avançou |
| Sean Becker Hans Frauenlob Dan Mustapic Lorne Depape Warren Dobson | Masculino | USA Estados Unidos D 4-10 | 10         | Não avançou       | Não avançou       | Não avançou |
| Sean Becker Hans Frauenlob Dan Mustapic Lorne Depape Warren Dobson | Masculino | FIN Finlândia D 5-6       | 10         | Não avançou       | Não avançou       | Não avançou |
| Sean Becker Hans Frauenlob Dan Mustapic Lorne Depape Warren Dobson | Masculino | SUI Suíça D 7-9           | 10         | Não avançou       | Não avançou       | Não avançou |
| Sean Becker Hans Frauenlob Dan Mustapic Lorne Depape Warren Dobson | Masculino | ITA Itália D 5-6          | 10         | Não avançou       | Não avançou       | Não avançou |
| Sean Becker Hans Frauenlob Dan Mustapic Lorne Depape Warren Dobson | Masculino | NOR Noruega D 6-9         | 10         | Não avançou       | Não avançou       | Não avançou |
| Sean Becker Hans Frauenlob Dan Mustapic Lorne Depape Warren Dobson | Masculino | CAN Canadá D 1-9          | 10         | Não avançou       | Não avançou       | Não avançou |
| Sean Becker Hans Frauenlob Dan Mustapic Lorne Depape Warren Dobson | Masculino | GER Alemanha D 1-10       | 10         | Não avançou       | Não avançou       | Não avançou |

### Esqui alpino
| Atletas         | Evento                  | Final      | Final      | Final      | Final   | Final |
| Atletas         | Evento                  | 1ª Corrida | 2ª Corrida | 3ª Corrida | Total   | Pos.  |
| --------------- | ----------------------- | ---------- | ---------- | ---------- | ------- | ----- |
| Nicola Campbell | Slalom gigante feminino | DNF        | DNF        | DNF        | DNF     | DNF   |
| Nicola Campbell | Slalom feminino         | 45.90      | 50.92      |            | 1:36.82 | 35    |
| Erika Mcleod    | Slalom gigante feminino | DNF        | DNF        | DNF        | DNF     | DNF   |
| Erika Mcleod    | Slalom feminino         | 47.96      | 52.61      |            | 1:40.57 | 40    |
| Mickey Ross     | Slalom masculino        | 1:03.30    | 54.50      |            | 1:57.80 | 31    |

### Skeleton
| Atleta          | Evento    | Final      | Final      | Final   | Final |
| Atleta          | Evento    | 1ª corrida | 2ª corrida | Total   | Pos.  |
| --------------- | --------- | ---------- | ---------- | ------- | ----- |
| Louise Corcoran | Feminino  | 1:01.06    | 1:02.03    | 2:03.09 | 12    |
| Ben Sandford    | Masculino | 59.16      | 58.60      | 1:57.76 | 10    |

### Snowboard
Halfpipe
| Atleta         | Evento             | Preliminar | Preliminar | Preliminar | Preliminar | Final       | Final       | Final |
| Atleta         | Evento             | Pontos     | Pos.       | Pontos     | Pos.       | 1ª corrida  | 2ª corrida  | Pos.  |
| -------------- | ------------------ | ---------- | ---------- | ---------- | ---------- | ----------- | ----------- | ----- |
| Juliane Bray   | Halfpipe feminino  | 17.1       | 23         | 32.2       | 10         | Não avançou | Não avançou | 16    |
| Kendal Brown   | Halfpipe feminino  | 22.9       | 18         | 22.4       | 18         | Não avançou | Não avançou | 24    |
| Mitchell Brown | Halfpipe masculino | 16.3       | 33         | 28.3       | 19         | Não avançou | Não avançou | 25    |

Snowboard Cross
| Atleta       | Evento                   | Preliminar | Preliminar | Oitavas     | Quartas     | Semifinal   | Final       | Final |
| Atleta       | Evento                   | Pontos     | Pos.       | Posição     | Posição     | Posição     | Posição     | Pos.  |
| ------------ | ------------------------ | ---------- | ---------- | ----------- | ----------- | ----------- | ----------- | ----- |
| Juliane Bray | Snowboard cross feminino | 1:34.45    | 20         | Não avançou | Não avançou | Não avançou | Não avançou | 20    |

Legenda
| Recorde mundial      | Recorde mundial (World record)               |                       | Recorde africano                      | Recorde africano (African) |                                           | Q | Classificado por posição (Qualified) |
| Recorde olímpico     | Recorde olímpico (Olympic record)            | Recorde da América    | Recorde da América (Americas)         | q                          | Classificado por melhor tempo (Qualified) |   |                                      |
| Melhor marca do ano  | Melhor marca do ano (World leading)          | Recorde asiático      | Recorde asiático (Asian)              | DNS                        | Não largou (Did not start)                |   |                                      |
| Recorde nacional     | Recorde nacional (National record)           | Recorde europeu       | Recorde europeu (European)            | DNF                        | Não terminou (Did not finish)             |   |                                      |
| Recorde pessoal      | Recorde pessoal do atleta (Personal best)    | Recorde da Oceania    | Recorde da Oceania (Oceania)          | DSQ / DQ                   | Desclassificado (Disqualified)            |   |                                      |
| Recorde da temporada | Recorde da temporada do atleta (Season best) | Recorde sul-americano | Recorde sul-americano (South America) | NM                         | Sem marca (No mark)                       |   |                                      |